# StarTeam
StarTeamはバージョン管理とソフトウェア構成管理(SCM)の機能を持つソフトウェアである。Starbase Corporation が開発し、2003年1月にボーランドに吸収された。プロジェクト中に開発された全ての変更点はリレーショナルデータベースに蓄えられる。Microsoft SQL Server、Oracle Databaseといったデータベースをサポートしている。
StarTeamはブランチ、マージ、差分比較、先進的なユーザーとセキュリティの管理、チェックポイント、ユーザー及び管理者の操作ログ、カスタマイズといった機能をサポートする。サーバーの分散を考慮して設計され、リモート接続のための強固な暗号をサポートする。スターチームはサーバーの運用中にリアルタイムでバックアップでき、スケーラビリティを高めるためStarTeam MPXと呼ばれるパブリッシュ／サブスクライブ型イベントシステムをオプションで利用できる。
StarTeamはファイルのバージョン管理の他に、要求管理、タスク管理、変更要求管理、掲示板などの機能がある。これら全ての項目を相互にリンクできプロジェクト中のトレーサビリティを強化している。
StarTeamには様々なクライアントがあり、ウェブクライアント、クロスプラットフォームなJavaクライアント、コマンドラインインターフェイス、さらにBorland Delphiなどのような統合開発環境への統合機能がある。StarteamはCOM、Java、Microsoft .NET Frameworkによるプログラミングをサポートしている。またSCC APIに準拠しておりIDEが提供するバージョンコントロール統合機能を利用できる。
StarTeam上での全てのチェックインはアトミックである。複数のファイルがチェックインされるときは常に単一のトランザクションとして全てのファイルが扱われ、その処理に関連した情報は一度に更新される。もし何らかの理由でチェックインが失敗した場合、いずれのファイルもチェックインされることはなく、その処理に関連した情報は更新されない。例えばユーザーAが全ての修正済みファイルをStarTeamのフォルダにチェックインするよう選択したときで、選択していたファイルの1つがユーザーBによってロックされていた場合がある。ファイルがロックされていたことによりいずれのファイルもチェックインされず（処理情報も更新されない）、ユーザーBがファイルの一部をロックしていたためにファイルのチェックインが行われなかったことがユーザーAに通知される。
Starteam 2005 CPCビューマネージャーが持っていたたくさんのマージに関する問題を解決するためStarteam 2006のクロスプラットフォームクライアントがアップグレードされ、刷新されたマージツールVCM（View Compair Merge）が採用された。現時点(2008年9月)での最新版はStarTeam2008 R2。